# Kreis Lavizzara
Der Kreis Lavizzara bildet zusammen mit den Kreisen Maggia und Rovana den Bezirk Vallemaggia des Kantons Tessin in der Schweiz. Der Sitz des Kreisamtes ist in Lavizzara.

## Gemeinden
Der Kreis setzt sich aus folgender Gemeinde zusammen:
| Wappen    | Name der Gemeinde | Einwohner (31. Dez. 2023) | Fläche in km² | BFS-Nr |
| --------- | ----------------- | ------------------------- | ------------- | ------ |
| Lavizzara | Lavizzara         | 487                       | 187,53        | 5323   |